# Юніон (округ, Південна Дакота)
Шаблон:StateAbbr_ 42°50′ пн. ш. 96°39′ зх. д. / 42.83° пн. ш. 96.65° зх. д.
Округ  Юніон (англ. Union County) — округ (графство) у штаті  Південна Дакота, США. Ідентифікатор округу 46127.

## Історія
Округ утворений 1862 року.

## Демографія
За даними перепису 2000 року загальне населення округу становило 12584 осіб, зокрема міського населення було 3535, а сільського — 9049. Серед мешканців округу чоловіків було 6268, а жінок — 6316. В окрузі було 4927 домогосподарств, 3520 родин, які мешкали в 5345 будинках. Середній розмір родини становив 3,02.
Віковий розподіл населення поданий у таблиці:
| Стать    | До 15 років | 15-21 | 22-29 | 30-39 | 40-49 | 50-65 | 65-85 | Понад 85 |
| -------- | ----------- | ----- | ----- | ----- | ----- | ----- | ----- | -------- |
| Чоловіки | 1416        | 574   | 553   | 962   | 1031  | 988   | 680   | 64       |
| Жінки    | 1374        | 567   | 578   | 876   | 1007  | 956   | 798   | 160      |

## Суміжні округи
- Лінкольн — північ
- Сіу, Айова — північний схід
- Плімут, Айова — схід
- Вудбері, Айова — південний схід
- Дакота, Небраска — південь
- Діксон, Небраска — південний захід
- Клей — захід

## Виноски
1. ↑  US Decennial Census. US Census Bureau. Процитовано 28 березня 2015.
2. ↑  Historical Census Browser. University of Virginia Library. Архів оригіналу за 11 серпня 2012. Процитовано 28 березня 2015.
3. ↑  Forstall, Richard L., ред. (27 березня 1995). Population of Counties by Decennial Census: 1900 to 1990. US Census Bureau. Процитовано 28 березня 2015.
4. ↑  Census 2000 PHC-T-4. Ranking Tables for Counties: 1990 and 2000 (PDF). US Census Bureau. 2 квітня 2001. Процитовано 28 березня 2015.
5. ↑  State & County QuickFacts. Бюро перепису населення США. Архів оригіналу за 7 червня 2011. Процитовано 28 листопада 2013. [Архівовано 2011-06-07 у Wayback Machine.](англ.) Наведено за англійською вікіпедією.
6. ↑  American FactFinder. Бюро перепису населення США. Архів оригіналу за 26 лютого 2012. Процитовано 31 січня 2008. [Архівовано 2008-05-21 у Wayback Machine.]

| США | Це незавершена стаття з географії США. Ви можете допомогти проєкту, виправивши або дописавши її. |